# Singelgracht
Le Singelgracht (« Canal périphérique » en néerlandais) est l'un des principaux canaux de la ville d'Amsterdam, aux Pays-Bas. Il délimite l'arrondissement de Amsterdam-Centrum, et s'écoule le long des quais principaux du centre de la ville, le Nassaukade, le Mauritskade ainsi que le Stadhouderskade. Il passe en outre virtuellement par l'IJ au nord, ce qui confère à son tracé une forme de demi-cercle.
À la suite du quatrième plan d'expansion de la ville d'Amsterdam au XVIIe siècle, imaginé vers 1660, le canal extérieur (qui constituait avec les fortifications le système de défense de la ville) devient la nouvelle frontière de la ville. Au cœur de cette forteresse se trouvaient plusieurs bastions sur lesquels des moulins reposaient. Le canal avait ainsi une forme courbée. Parallèlement au Singelgracht, mais à l'intérieur de la forteresse se trouvait le Lijnbaansgracht, nommé en référence aux corderies (Lijnbaan en néerlandais) qui s'y trouvaient.
Une partie des forteresses fut démolie, et le canal fut ainsi recreusé en ligne droite. À certains endroits, l'ancien tracé en courbe est toujours visible. Au niveau des moulins, seuls deux ont survécu, mais ont été déplacés à un autre endroit: le moulin De Gooyer est situé vers Zeeburgerstraat dans Amsterdam-Oost (à l'est) tandis que De Bloem (« La fleur ») a été déplacé sur Haarlemmerweg (à l'ouest). Durant plus de deux siècles, la ville d'Amsterdam posséda ainsi une forme de demi cercle délimitée par le Singelgracht. Au cours du dernier quart du XIXe siècle, Amsterdam connut une expansion au-delà des limites du canal, et les forteresses furent détruites, pour laisser place à Marnixstraat, Weteringschans et Sarphatistraat.